# La Viñita
La Viñita es una localidad de la comuna de Coihueco, en la Provincia de Punilla, de la Región de Ñuble, Chile. Según el censo de 2012, la localidad tenía una población de 921 habitantes.